# 이재석 (1968년)
이재석 대표이사는 글로벌 전자상거래 플랫폼 ‘카페24’를 통해 창의가 있는 누구나 국내를 넘어 해외에서도 온라인 비즈니스가 가능하도록 IT 인프라와 서비스를 제공하며 대한민국 전자상거래 생태계 및 수출 활성화를 이끌어 가고 있는 주역이다.
특히 이 대표는 전 세계적인 한류(韓流) 인기와 함께 국경 간 전자상거래(Cross Border eCommerce)가 활성화되면 국내 전문 쇼핑몰이 보유한 K패션, K뷰티 등 K-스타일 상품이 전세계적으로 차별화된 경쟁력이 될 것이라는 확신 하에 전문 쇼핑몰의 수출 지원에 앞장서고 있다.
카페24를 통해 구축된 수백만 전문 쇼핑몰들이 해외 소비자들에게 경쟁력 있는 한국 상품을 보다 쉽고 편리하게 판매할 수 있도록 전자상거래 플랫폼 고도화, 정교화에 아낌없는 투자를 하고 있다. 
전 세계 온라인 비즈니스가 가능한 IT 인프라 환경을 조성하고 전자상거래 수출 활성화를 이끌고 있는 공적을 인정받아 2014년 12월 ‘2014년 무역의 날’ 산업통상자원부 장관상 표창을, 2016년 3월 공학 기술 분야에서 국내 최고 권위를 자랑하는 한국공학한림원 ‘젊은 공학인상’ 등을 수상하는 영예를 얻었다.

## 학력
- 1986 대구 경신고 졸업
- 1993 포항공대(포스텍) 물리학과 졸업

## 경력
- 1995~1996 한국코트렐 연구원
- 1996~1999 한국네트워크비즈니스컨설팅 대표이사
- 1999~현재 카페24 주식회사 대표이사

## 주요업적
- 2013.12 대한민국 인터넷대상 한국인터넷진흥원장상 수상
- 2014.12 '무역의 날' 전자무역유공자부문 장관상 표창 수상
- 2015.11 행복한 중기경영대상 우수상 수상
- 2016.03 한국공학한림원 '젊은공학인상' 수상

## 주요강연
- 2013.10 대전CEO아카데미 ‘대전·세종·충청 CEO 창조혁신포럼’
- 2013.10 포스텍 ‘기업가 정신 특강’
- 2015.11 포항시 ‘미래 신성장산업 포럼’
- 2016.05 KT ‘기업사업부문 비즈니스아카데미 특강’